# Aarburg
Aarburg (im einheimischen Dialekt: Arbig, ˈɑrb̥iɡ̊; französisch: Aarbourg) ist eine Kleinstadt und Einwohnergemeinde im Schweizer Kanton Aargau. Sie gehört zum Bezirk Zofingen, liegt an der Aare und grenzt an den Kanton Solothurn.

Luftansicht (1958)

## Geographie
Die Gemeinde liegt am nördlichen Rand des Wiggertals am Ufer der Aare. Das Landschaftsbild wird geprägt durch einen schmalen, aber steil aufragenden Felssporn, der bis an das Flussufer reicht und das Tal abriegelt. Dabei handelt es sich um einen Ausläufer des 664 Meter hohen Säli, dem westlichsten Teil des Engelbergs. An der engsten Stelle steht die mittelalterliche Altstadt. Nördlich davon erstreckt sich eine rund anderthalb Kilometer lange Flussebene, die am entgegengesetzten Ende ebenfalls durch eine Engstelle eingegrenzt wird.
Die Wigger bildet die südliche Gemeindegrenze. Parallel dazu, etwa fünfhundert Meter weiter nördlich, fliesst der Aarburger Mühletych, ein zu Beginn des 16. Jahrhunderts angelegter künstlicher Seitenarm. Er diente einst zum Antreiben von Mühlrädern, später als Wasserkraftlieferant für die Industrie. Der Mühletych mündet bei der Altstadt in die Aare, allerdings entgegen ihrer Fliessrichtung. Da der Fluss an dieser Stelle einen Knick aufweist und der Abfluss durch die Fortsetzung des Säli-Felssporns behindert wird, entsteht dadurch ein grosser, langsam drehender Wirbel, Aarewaage oder «Woog» genannt. Treibgut kann tagelang in diesem Wirbel verbleiben; Flösse waren dadurch sehr einfach zu sammeln, weshalb Aarburg einst ein bedeutender Startpunkt für die Flösserei war.
Die Fläche des Gemeindegebiets beträgt 441 Hektaren, davon sind 135 Hektaren bewaldet und 212 Hektaren überbaut. Der höchste Punkt befindet sich unterhalb des Gipfels des Säli auf 620 Metern, die tiefste Stelle auf 393 Metern an der Aare. Nachbargemeinden sind Olten im Westen und Norden, Starrkirch-Wil im Nordosten, Oftringen im Osten sowie Rothrist im Süden.

## Geschichte

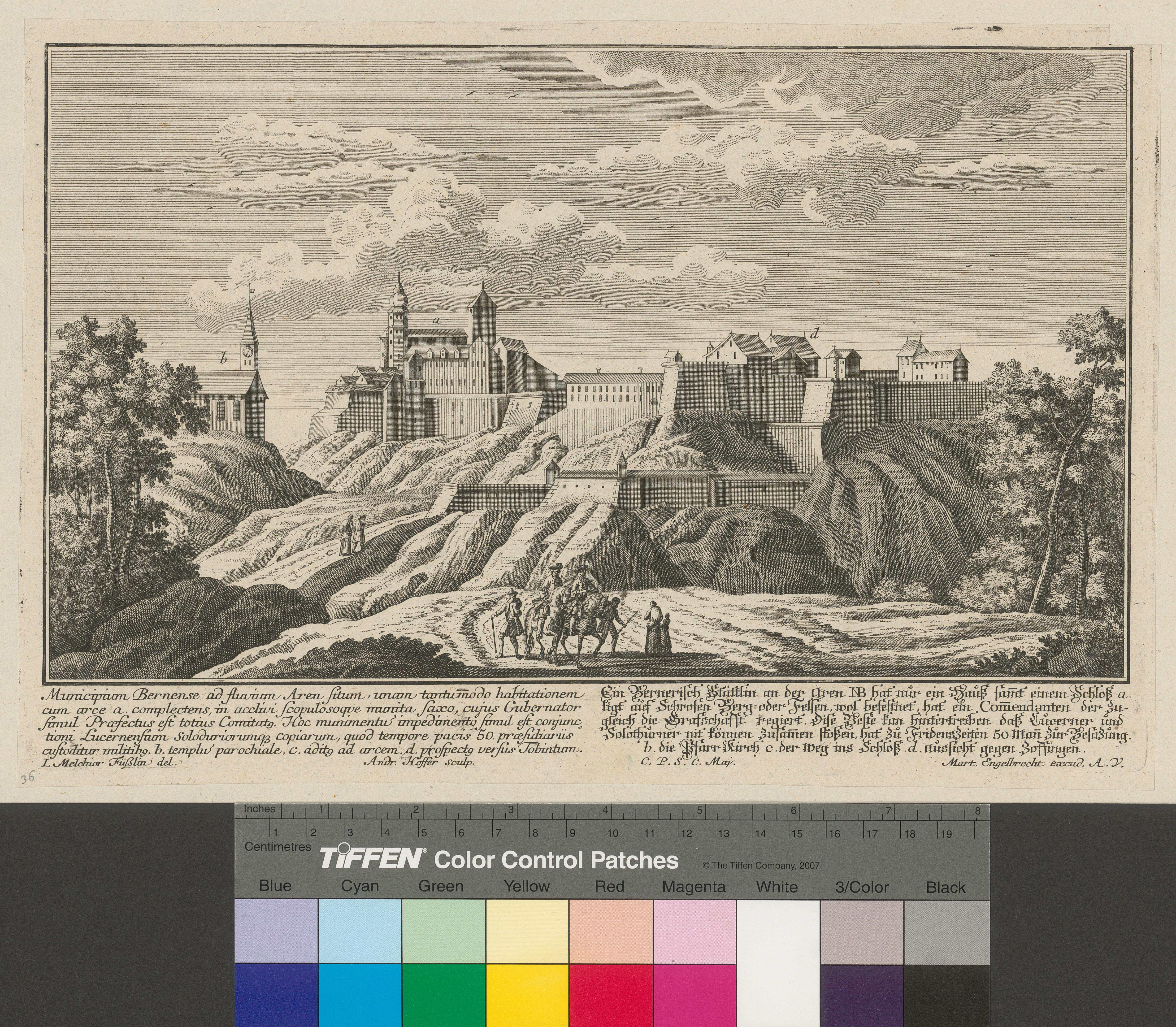
Radierung von Johann Melchior Füssli, Graphische Sammlung der ZB Zürich

Münzfunde lassen auf eine Besiedlung durch die Kelten schliessen. In römischer Zeit führte eine Strasse vom Raum Olten über Aarburg in die Zentralschweiz. Beim Bau einer Fabrik kam zu Beginn des 20. Jahrhunderts ein Münzschatz zum Vorschein, der vor allem Münzen aus der Regierungszeit von Kaiser Tetricus I. enthielt. Der Münzschatz war wahrscheinlich während der Bagaudenaufstände der Jahre 284/85 vergraben worden.
Wann genau die Burg auf dem Felssporn (die heutige Festung Aarburg) errichtet wurde, ist nicht bekannt. Jedenfalls wird sie 1123 erstmals urkundlich als Besitz der Grafen von Frohburg erwähnt. Von der Burg aus verwalteten sie das Amt Aarburg, das den westlichen Teil des heutigen Bezirks Zofingen umfasste, allerdings ohne die Stadt Zofingen selbst. 1299 verkauften die Frohburger die Burg und das Amt Aarburg an die Habsburger. Die Siedlung am Fuss der Festung wird erstmals 1330 explizit als Stadt bezeichnet. Archäologische Funde haben ergeben, dass die Stadt wahrscheinlich um das Jahr 1312 entstand. Eingezwängt zwischen den Städten Olten und Zofingen, die beide je nur vier Kilometer entfernt liegen, konnte sich Aarburg wirtschaftlich nicht entfalten und blieb stets ein kleines Städtchen. Die Aarburger lebten hauptsächlich von den Zolleinnahmen, die der Handel auf der Gotthardroute einbrachte.
Nach einer kurzen Belagerung eroberten die Berner das Städtchen am 20. April 1415. Ab 1416 residierte auf der Burg der Landvogt des Amtes Aarburg. Im 16. und 17. Jahrhundert bauten die Berner die Burg zu einer Festung aus, um die Verbindung zwischen den reformierten Städten Bern und Zürich an der engsten Stelle des bernischen Herrschaftsgebietes vor Angriffen der katholischen Nachbarn zu schützen. Ein Hafen an der «Woog» ist seit 1361 belegt. Die Flussschifffahrt erlangte in der Folge grosse wirtschaftliche Bedeutung, vor allem während des 17. und 18. Jahrhunderts.
Am 10. März 1798 nahmen die Franzosen Stadt und Festung kampflos ein. Sie lösten das Amt Aarburg auf, und die regionalen Verwaltungsaufgaben innerhalb der neuen Helvetischen Republik wurden von Zofingen übernommen. Der neu geschaffene Kanton Aargau übernahm 1804 die Festung, die zunächst als Gefängnis und Zuchthaus diente. Darin war unter anderem Ausbrecherkönig Bernhard Matter inhaftiert; seit 1893 ist hier ein kantonales Erziehungsheim untergebracht. Am 4. Mai 1840 wütete ein Grossbrand, der die meisten Gebäude und die Kirche zerstörte; 68 Familien waren daraufhin obdachlos. Das Städtchen wurde wieder aufgebaut, allerdings ohne die Hauptbefestigungen. Auf dem Felssporn, der Festung vorgelagert, entstand zwischen 1842 und 1845 eine neue Kirche.

Aarburg um 1850

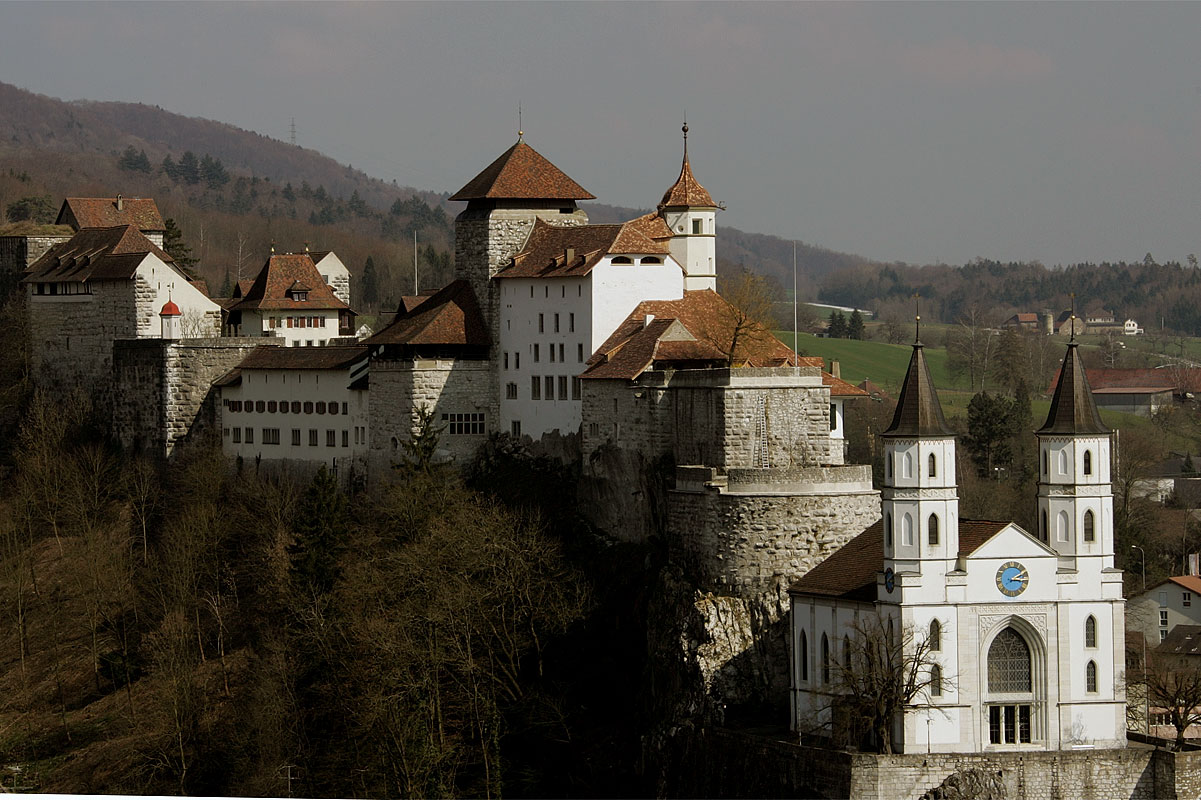
Die Festung Aarburg

Die erste Textilfabrik nahm bereits 1824 ihren Betrieb auf. Der Anschluss ans Eisenbahnnetz erfolgte am 9. Juni 1856 mit der Eröffnung der Strecke Aarau–Olten–Zofingen–Emmenbrücke; am 16. März 1857 folgte die Strecke nach Herzogenbuchsee, die wenig später bis Bern verlängert wurde. Aarburg entwickelte sich dadurch zu einem bevorzugten Industriestandort. In der zweiten Hälfte des 20. Jahrhunderts erlebte die Gemeinde einen weiteren Schub: Dank dem Bau der Autobahnen siedelten sich noch mehr Betriebe an, und die Bevölkerungszahl verdoppelte sich.

## Sehenswürdigkeiten
Aarburg ist im Bundesinventar der schützenswerten Ortsbilder der Schweiz eingetragen.
Die mittelalterliche Altstadt bildet ein Dreieck zwischen dem Fluss und dem keilförmigen Felsriegel, wodurch sich auf zwei Seiten eine natürliche Begrenzung ergibt. Die Häuser gruppieren sich um den ebenfalls keilförmigen Hauptplatz. Die Stadtbefestigung an der Nordseite wurde nach dem Stadtbrand von 1840 nicht wieder aufgebaut. Überragt wird die Altstadt vom schmalen und langgestreckten Felsriegel. Auf diesem befindet sich die Festung Aarburg, die zu Beginn des 12. Jahrhunderts als Burg entstand und während der Berner Herrschaft zu einer mächtigen Festungsanlage ausgebaut wurde. Der Gebäudekomplex ist als Kulturgut von nationaler Bedeutung eingestuft und dient heute als kantonales Jugendheim.
Auf einer Terrasse zwischen der Festung und der Altstadt steht die reformierte Kirche. Sie wurde 1842 bis 1845 im neugotischen Stil erbaut und besitzt an der Westseite zwei Kirchtürme. Unterhalb der Kirche lehnt sich an den Felssporn das 1726 erbaute Pfarrhaus an; bis zum Stadtbrand von 1840 führte das Stadttor durch dessen Untergeschoss.

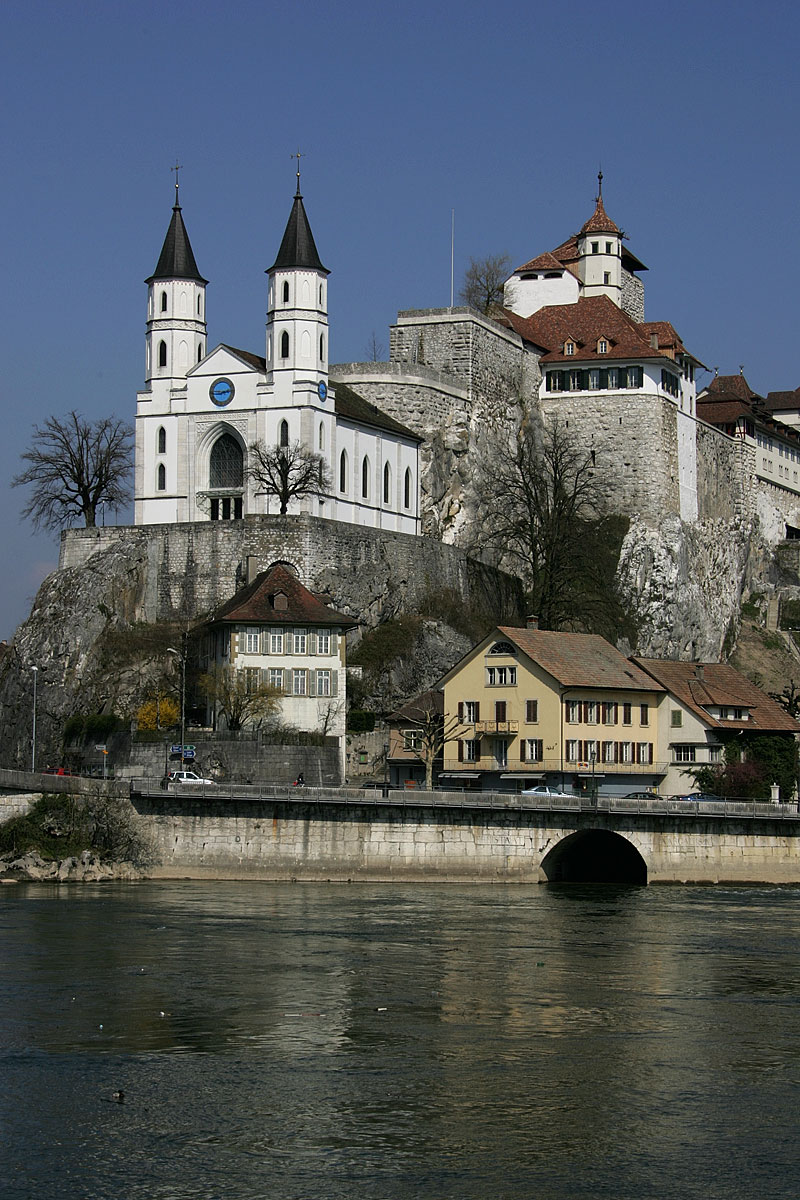
Blick zur Kirche und der Festung
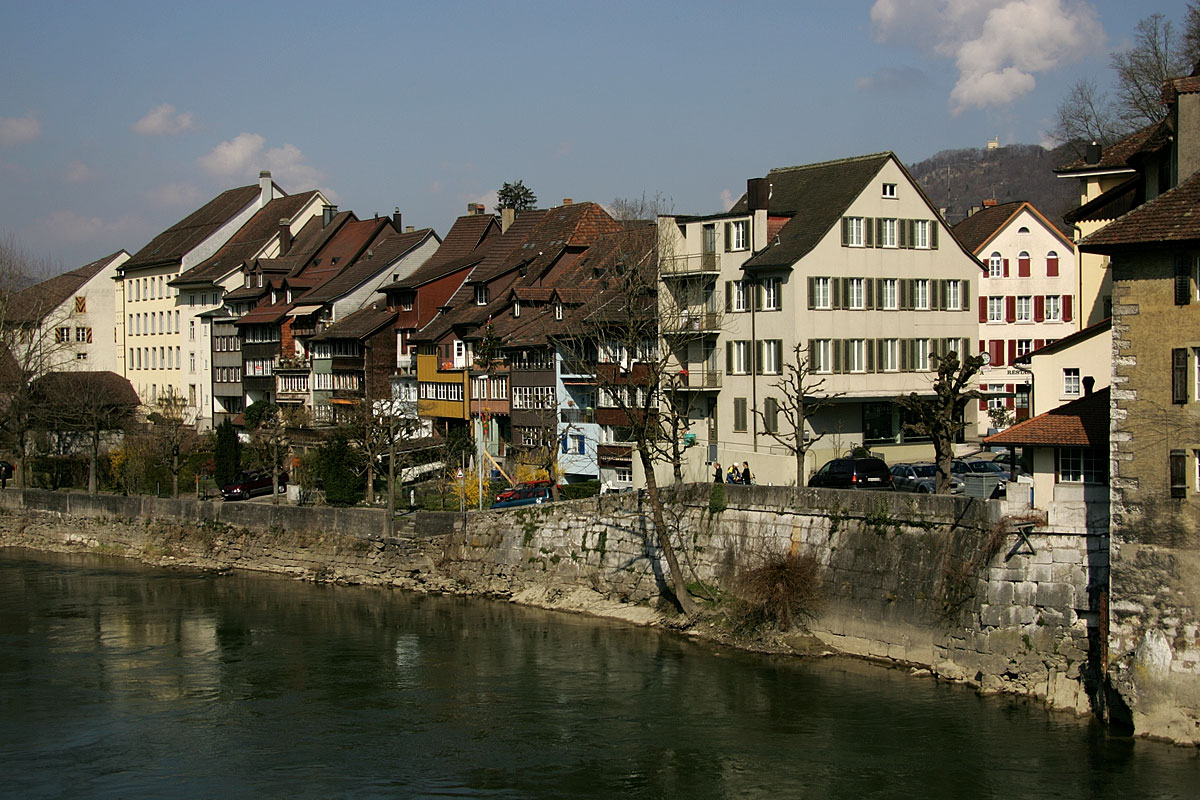
Das Städtchen Aarburg
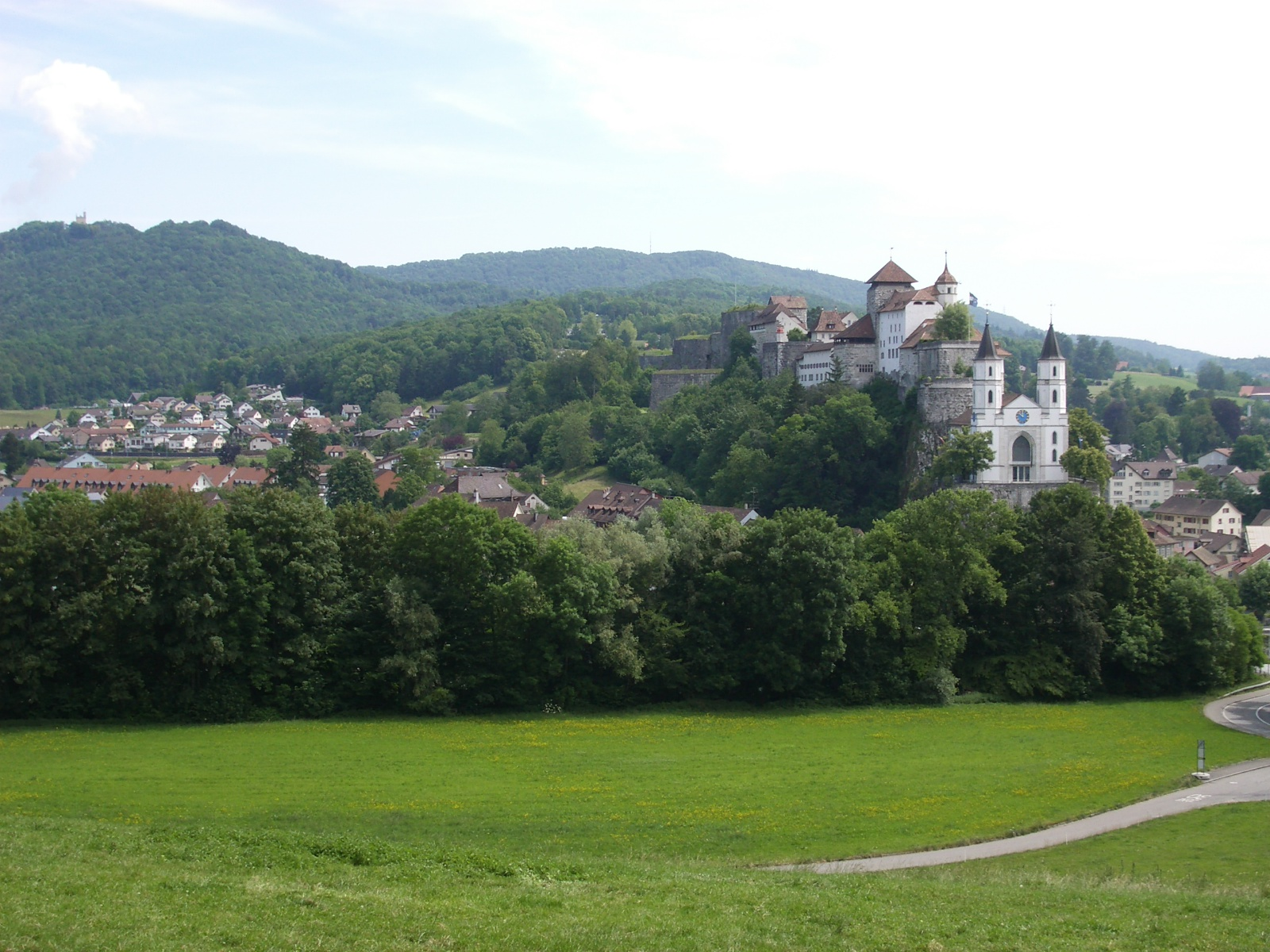
Aarburg, Neu-Wartburg (Sälischlössli) und Umgebung vom Höfli aus
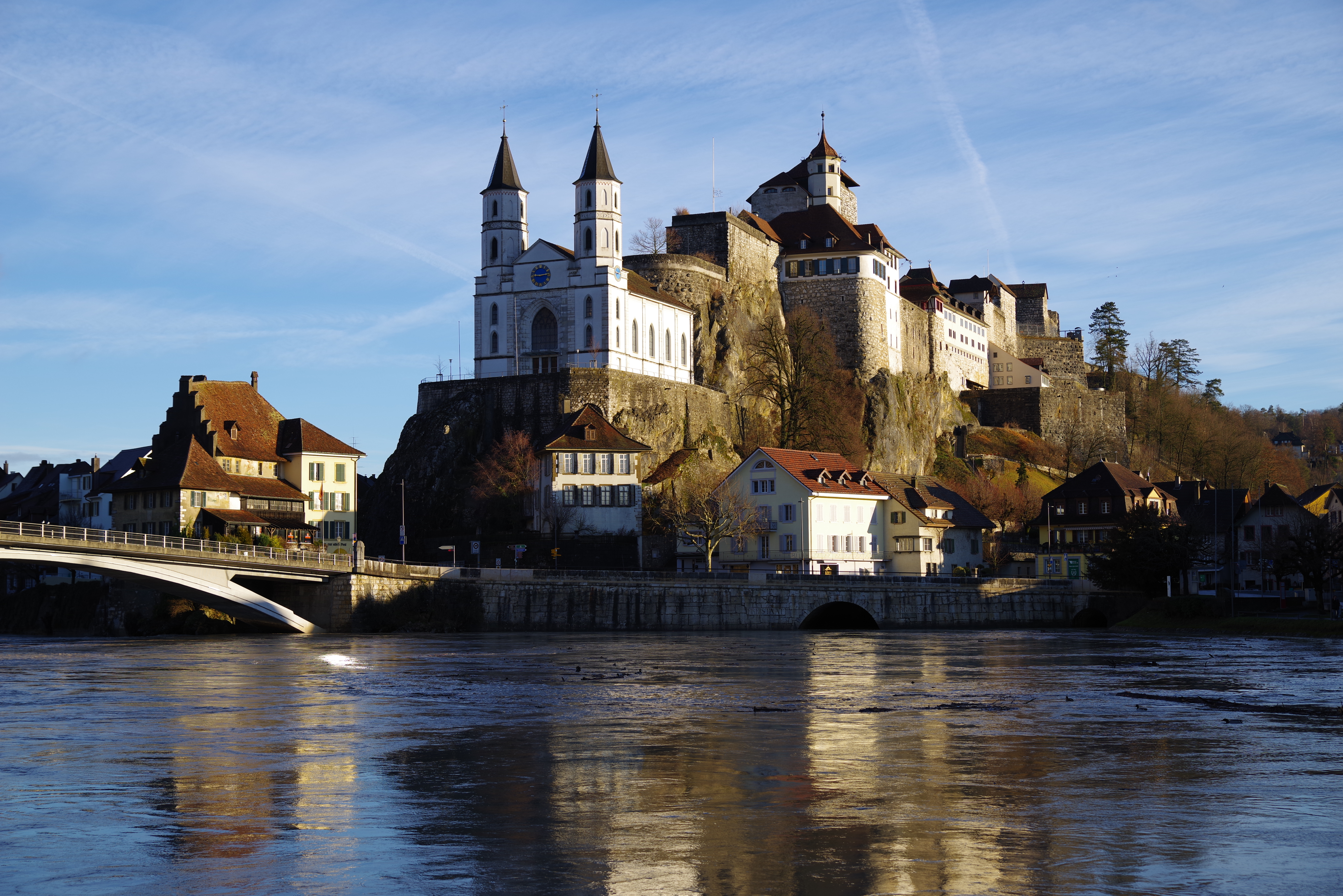
Aarburg und Aare
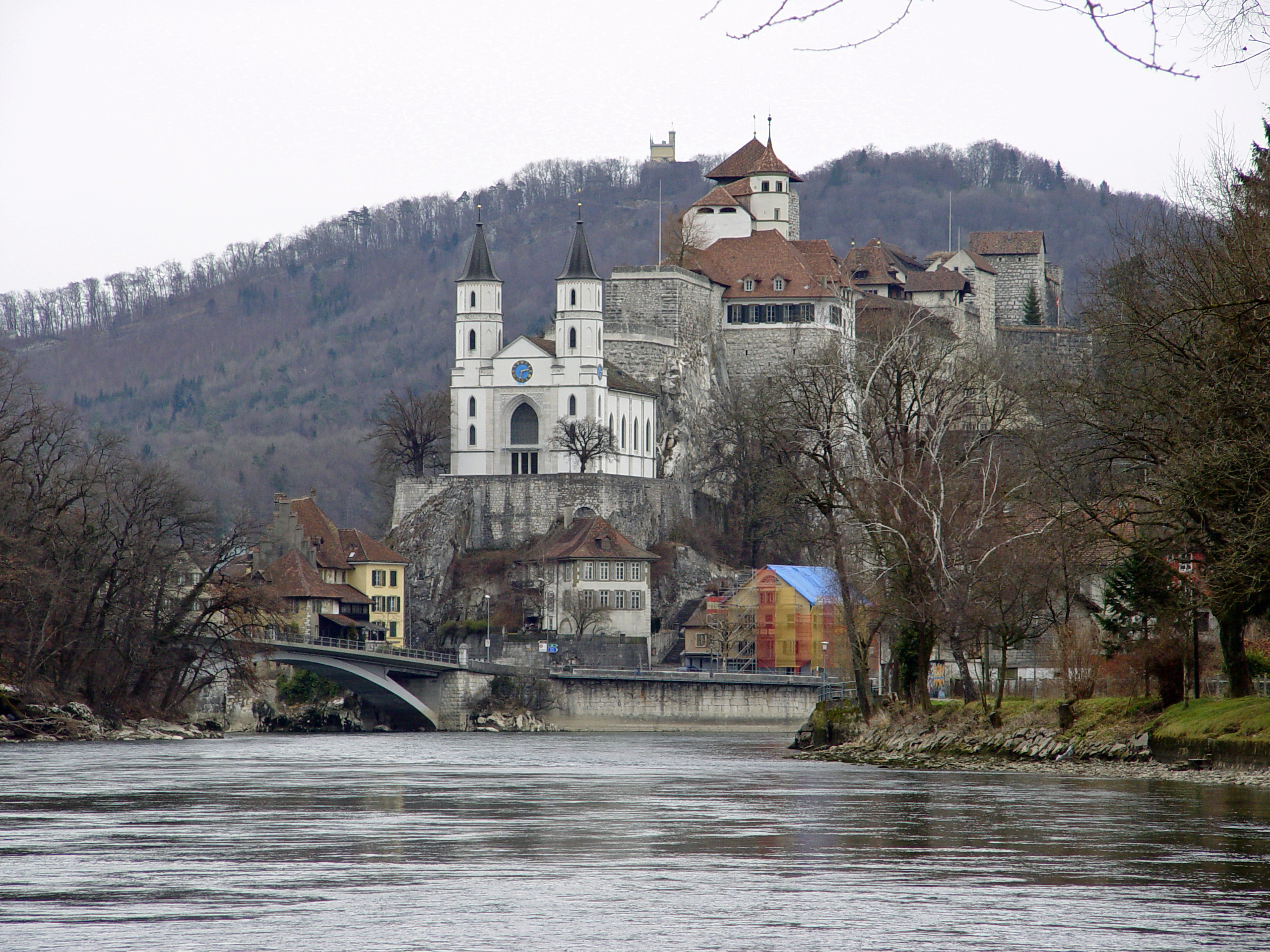
Blick auf Aarburg von der Aare

## Wappen
Die Blasonierung des Stadtwappens lautet: «In Gold zweitürmige gezinnte schwarze Burg, unten rechts mit goldenem Kreuzchen belegt, auf dem linken niederen Turm schwarzer Adler.» Das Wappen entstand vor 1415 in Form eines Feldzeichens. Der Adler ist auf eine volksetymologische Deutung der mittelhochdeutschen Bezeichnung aar zurückzuführen. Das Wappen war 1978 Motiv einer Pro-Juventute-Briefmarke.

## Bevölkerung
Die Einwohnerzahlen entwickelten sich wie folgt:
Einwohnerzahlen: Volkszählungsdaten
Am 31. Dezember 2023 lebten 8891 Menschen in Aarburg, der Ausländeranteil betrug 45,9 %. Bei der Volkszählung 2015 bezeichneten sich 28,6 % als römisch-katholisch und 18,1 % als reformiert; 53,3 % waren konfessionslos oder gehörten anderen Glaubensrichtungen an. 77,9 % gaben bei der Volkszählung 2000 Deutsch als ihre Hauptsprache an, 6,0 % Italienisch, 3,7 % Serbokroatisch, 3,5 % Türkisch, 3,0 % Portugiesisch, 2,1 % Albanisch und 1,3 % Spanisch.

## Politik und Recht
Die Versammlung der Stimmberechtigten, die Gemeindeversammlung, übt die Legislativgewalt aus. Ausführende Behörde ist der fünfköpfige Stadtrat. Er wird im Majorzverfahren vom Volk gewählt, seine Amtsdauer beträgt vier Jahre. Der Stadtrat führt und repräsentiert die Gemeinde. Dazu vollzieht er die Beschlüsse der Gemeindeversammlung und die Aufgaben, die ihm vom Kanton zugeteilt wurden. Die fünf Stadträte der Amtsperiode 2022–2025 sind:
- Hans-Ulrich Schär (Parteilos), Stadtpräsident
- Henry Löw (Parteilos)
- Rolf Walser (SP)
- Dino Di Fronzo (FDP)
- Christian Schwizgebel (Parteilos)

Für Rechtsstreitigkeiten ist in erster Instanz das Bezirksgericht Zofingen zuständig. Aarburg gehört zum Friedensrichterkreis XV (Rothrist).
Aarburg führte 1972 den Einwohnerrat ein, schaffte diesen aber 1989 wieder ab und kehrte zur «ordentlichen Gemeindeorganisation» mit Gemeindeversammlung zurück.

## Wirtschaft
In Aarburg gibt es gemäss der im Jahr 2015 erhobenen Statistik der Unternehmensstruktur (STATENT) rund 3100 Arbeitsplätze, davon 0,4 % in der Landwirtschaft, 31,9 % in der Industrie und 67,7 % im Dienstleistungsbereich. Die Gemeinde wurde wegen ihrer günstigen Lage am Autobahnkreuz A1/A2 und dem nahen Eisenbahnknotenpunkt Olten von über 300 Firmen als Standort gewählt. Ihren Sitz in Aarburg haben unter anderem das Metall- und Küchenbau-Unternehmen Franke und der Unterwäsche-Hersteller Zimmerli.

## Verkehr
Der SBB-Bahnhof Aarburg-Oftringen liegt exakt an der Gemeindegrenze. Es verkehren Regionalzüge nach Olten, Langenthal und Luzern. Der Bahnhof ist Endstation einer Linie der Gesellschaft Limmat Bus zum Bahnhof Zofingen sowie einer BOGG-Buslinie nach Olten und Trimbach. An Wochenenden verkehren vom Bahnhof Olten aus Nachtbusse über Aarburg nach Oberbuchsiten bzw. Vordemwald.
Aarburg liegt nur wenige Fahrminuten von den Anschlüssen Rothrist und Oftringen der Autobahn A1 entfernt an der Hauptstrasse 2. Bis zur Eröffnung der 1800 Meter langen Umfahrungsstrasse zwängten sich täglich über 30'000 Fahrzeuge durch das enge Städtchen, mehr als beispielsweise auf der Gotthard-Autobahn. Nach einer über 15 Jahre dauernden Planungsphase begannen im September 2004 die Bauarbeiten. Am 21. November 2007 konnte die neue Strasse dem Verkehr übergeben werden. Über die Hälfte verläuft in zwei Tunnels.

## Bildung
Die Gemeinde verfügt über sechs Kindergärten und drei Schulhäuser. In diesen werden alle Schultypen der obligatorischen Volksschule unterrichtet: Die Primarschule in den Schulhäusern Höhe und Hofmatt sowie Sekundarschule und Realschule im Schulhaus Paradiesli. Die Bezirksschule wird in der Nachbargemeinde Oftringen geführt. Das nächstgelegene Gymnasium ist die Kantonsschule Zofingen.

## Kultur
Im Jahre 1902 übernahm die Einwohnergemeinde Aarburg die Bibliothek der Leistgesellschaft und gründete damit die Stadtbibliothek. Sie befand sich im Schulhaus, ab 1925 im Gemeindehaus «zum Bären» und ab 1986 im Kurthhaus. Das Heimatmuseum im ehemaligen Pfarrhaus und im Parterre des Rathauses wurde 1945 eröffnet.
Von 1963 bis 1988 existierte das Kino «Krone» an der Bahnhofstrasse 50 direkt beim Bahnhofplatz. In seinen Räumen wurde im Frühjahr 1989 der «Moonwalker Music Club» eröffnet; Initianten waren der Musiker Urs Güntert und der Schriftsteller und Grafiker Rolf Lappert aus Zofingen. Das Konzertlokal verfügte über eine erstklassige Akustik und technische Ausstattung (PA-Anlage), weshalb renommierte Bands wie Eddie Harris, Nat Adderley, The Meters feat J.B. Horns, Lester Bowies Brass Fantasie oder Züri West im «Moonwalker» Schallplatten aufnahmen. Ab 2014 firmiert das Lokal unter dem neuen Namen «Musigburg».

## Persönlichkeiten
- Franz Theodor Aerni (1853–1918), Maler
- Albrecht Bohnenblust (1770–1841), Regierungsrat und Richter
- Ivan Dreyfus (1884–1975), Fussballspieler
- Adolf Gloor (1884–1944), Nationalrat und Gewerkschafter
- Marlies Graf-Dätwyler (1943–2020), Filmemacherin
- Fabienne Hoerni (* 1974), Jazzmusikerin
- Jacques-Barthélemy Micheli du Crest (1690–1766), Politiker und Geodät, Festungshaft 1746–1766 auf der Aarburg
- Arnold Niggli (1843–1927), Musikhistoriker und -kritiker
- Friedrich Niggli (1875–1959), Komponist und Musikpädagoge
- Isaak Steiger (1669–1749), Schultheiss von Bern
- Paul Arnold Walty (1881–1969), Fussballspieler
- Adolf Welti (1876–1951), Nationalrat und Arzt
- Charles Welti (1868–1931), Maler, Radierer, Illustrator Grafiker